# Fatti Sentire
Fatti Sentire é o décimo quarto álbum de estúdio da cantora e compositora italiana Laura Pausini, lançado em 16 de março de 2018 pela Warner Music. Foi lançada também uma versão em espanhol do álbum para o mercado hispânico e latino, intitulada Hazte sentir.
A faixa "Non è detto" lançada em 26 de janeiro de 2018, é o primeiro single do álbum. Em 9 de março de 2018 foi lançada uma versão remixada da canção em língua espanhola, "Nadie ha dicho", com a participação do dueto cubano Gente de Zona.
Para a promoção do álbum, as faixas "Fantastico (Fai quello che sei)" e "Un progetto di vita in comune", e suas versões em língua espanhola, foram lançadas nas plataformas digitais em 16 de fevereiro e 2 de março, respectivamente.
Na edição brasileira do álbum, está incluída a faixa "Novo", com participação de Simone & Simaria. A canção foi lançada no dia 16 de março como o segundo single no Brasil. O álbum vendeu mais de 2,2 milhões de cópias mundialmente.[carece de fontes?]

## Lista de faixas
A lista de faixas foi revelada pela cantora através de seu Instagram no dia 16 de janeiro de 2018.
| Fatti sentire  |                                   |                                                                     |                                                        |         |  |
| N.º            | Título                            | Letras                                                              | Música                                                 | Duração |  |
| 1.             | "Non è detto"                     | Niccolò Agliardi                                                    | Laura Pausini, Edwyn Roberts, Gianluigi Fazio          | 3:27    |  |
| 2.             | "Nuevo"                           | Pausini, Yoel Henriquez                                             | Vuletic                                                | 4:12    |  |
| 3.             | "La soluzione"                    | Massimiliano Pelan, Giulia Anania, Fabio De Martino, Silvio Paviani | Pelan, Anania, De Martino, Paviani, Pausini            | 3:53    |  |
| 4.             | "E.STA.A.TE"                      | Pausini, Virginio Simonelli                                         | Paolo Carta                                            | 3:35    |  |
| 5.             | "Frasi a metà"                    | Agliardi                                                            | Pausini, Roberts                                       | 4:01    |  |
| 6.             | "Le due finestre"                 | Pausini, Eric Silver, Nikki Williams, Enrico Nigiotti               | Silver, Williams, Nigiotti, Samuel Galvagno            | 4:19    |  |
| 7.             | "Fantastico (Fai quello che sei)" | Pausini, Simonelli                                                  | P. Carta, Pausini                                      | 3:34    |  |
| 8.             | "No River Is Wilder"              | Pausini                                                             | P. Carta                                               | 3:20    |  |
| 9.             | "L'ultima cosa che ti devo"       | Pausini                                                             | P. Carta                                               | 3:38    |  |
| 10.            | "Un progetto di vita in comune"   | Pausini, Cheope                                                     | Vuletic                                                | 3:16    |  |
| 11.            | "Il caso è chiuso"                | Pausini, Sinonelli                                                  | Vuletic                                                | 3:29    |  |
| 12.            | "Zona d'ombra"                    | Agliardi, Pausini                                                   | Joseph Carta                                           | 2:50    |  |
| 13.            | "Francesca (Piccola aliena)"      | Agliardi, Pausini                                                   | J. Carta                                               | 3:31    |  |
| 14.            | "Il coraggio di andare"           | Antonio Maiello, Pausini                                            | Maiello, Sabato Salvati, Enrico Palmosi, Marco Rettani | 3:45    |  |
| Duração total: | Duração total:                    | Duração total:                                                      | Duração total:                                         | 50:50   |  |

| Fatti sentire (Edição brasileira) |                               |                    |                |                |         |  |
| N.º                               | Título                        | Letras             | Música         | Adaptação      | Duração |  |
| 2.                                | "Novo" (com Simone & Simaria) | Pausini, Henriquez | Vuletic        | Pausini        | 4:12    |  |
| Duração total:                    | Duração total:                | Duração total:     | Duração total: | Duração total: | 50:50   |  |

| Hazte sentir   |                                |                                     |                                             |                |         |  |
| N.º            | Título                         | Letras                              | Música                                      | Adaptação      | Duração |  |
| 1.             | "Nadie ha dicho"               | Agliardi                            | Pausini, Roberts, Fazio                     | Pausini        | 3:27    |  |
| 2.             | "Nuevo"                        | Pausini, Henriquez                  | Vuletic                                     | —              | 4:12    |  |
| 3.             | "La solución"                  | Pelan, Anania, De Martino, Paviani  | Pelan, Anania, De Martino, Paviani, Pausini | Pausini        | 3:53    |  |
| 4.             | "ESTÁ.ALLÁ"                    | Pausini, Simonelli                  | P. Carta                                    | Pausini        | 3:35    |  |
| 5.             | "Verdades a medias"            | Agliardi                            | Pausini, Roberts                            | Pausini        | 4:01    |  |
| 6.             | "Dos ventanas"                 | Pausini, Silver, Williams, Nigiotti | Silver, Williams, Nigiotti, Galvagno        | Pausini        | 4:19    |  |
| 7.             | "Fantástico (Haz lo que eres)" | Pausini, Simonelli                  | P. Carta, Pausini                           | Pausini        | 3:34    |  |
| 8.             | "No River Is Wilder"           | Pausini                             | P. Carta                                    | —              | 3:20    |  |
| 9.             | "Algo que te debo"             | Pausini                             | P. Carta                                    | Pausini        | 3:38    |  |
| 10.            | "Un proyecto de vida en común" | Pausini, Cheope                     | Vuletic                                     | Pausini        | 3:16    |  |
| 11.            | "El caso está perdido"         | Pausini, Sinonelli                  | Vuletic                                     | Pausini        | 3:29    |  |
| 12.            | "Niebla gris"                  | Agliardi, Pausini                   | J. Carta                                    | Pausini        | 2:50    |  |
| 13.            | "Francesca"                    | Agliardi, Pausini                   | J. Carta                                    | Pausini        | 3:31    |  |
| 14.            | "El valor de seguir adelante"  | Maiello, Pausini                    | Maiello, Salvati, Palmosi, Rettani          | Pausini        | 3:45    |  |
| Duração total: | Duração total:                 | Duração total:                      | Duração total:                              | Duração total: | 50:50   |  |

## Desempenho nas tabelas musicais
| Tabela musical (2018)                       | Melhor posição |
| ------------------------------------------- | -------------- |
| Alemanha (GfK Entertainment Charts)         | 25             |
| Áustria (Ö3 Austria Top 40)                 | 29             |
| Bélgica (Ultratop Flandres)                 | 30             |
| Bélgica (Ultratop Valônia)                  | 3              |
| Eslováquia (IFPI ČNS)                       | 80             |
| Espanha (PROMUSICAE)                        | 7              |
| Estados Unidos (Billboard Latin Pop Albums) | 5              |
| Estados Unidos (Billboard Top Latin Albums) | 35             |
| Estados Unidos (Billboard World Albums)     | 12             |
| França (SNEP)                               | 38             |
| Hungria (MAHASZ)                            | 13             |
| Itália (FIMI)                               | 1              |
| Países Baixos (Dutch Charts)                | 78             |
| Chéquia (IFPI ČNS)                          | 92             |
| Suíça (Schweizer Hitparade)                 | 2              |

| Tabela musical (2018)       | Posição |
| --------------------------- | ------- |
| Bélgica (Ultratop Valônia)  | 84      |
| Itália (FIMI)               | 3       |
| Suíça (Schweizer Hitparade) | 38      |

| País / Provedor                     | Certificação | Vendas   |
| ----------------------------------- | ------------ | -------- |
| Itália (FIMI)                       | 2× Platina   | 100.000* |
| *Informação baseada na certificação |              |          |